# Teen Titans (TV-serie)
Teen Titans är en amerikansk animerad TV-serie baserad på den tecknade serien Teen Titans, som ursprungligen visades mellan 19 juli 2003 och 15 september 2006 i Cartoon Network och The WB. 
Huvudpersoner är en grupp av fem superhjältar (Teen Titans) som leds av Robin från Batman och som kämpar mot kriminalitet och andra hot mot deras stad. De övriga fyra heter Beast Boy, Cyborg, Starfire och Raven, och tillsammans ska de övervinna ondskan.

## Teen Titans i DC Animated Universe
Diskussioner har förekommit om Teen Titans ingår i DC Animated Universe (DCAU) eller inte, då serien är riktad till en yngre publik än vanliga DC Comics.

## Röstskådespelare
- Scott Menville - Robin
- Tara Strong - Raven
- Greg Cipes - Beast Boy
- Hynden Walch - Starfire (svensk röst: Elina Raeder)
- Khary Payton - Cyborg
- Ron Perlman - Slade (svensk röst: Steve Kratz)